# Graham Brookhouse
Graham Brookhouse, född den 19 juni 1962 i Birmingham, Storbritannien, är en brittisk idrottare inom modern femkamp.
Han tog OS-brons i lagtävlingen i samband med de olympiska tävlingarna i modern femkamp 1988 i Seoul.